# El Bacarot

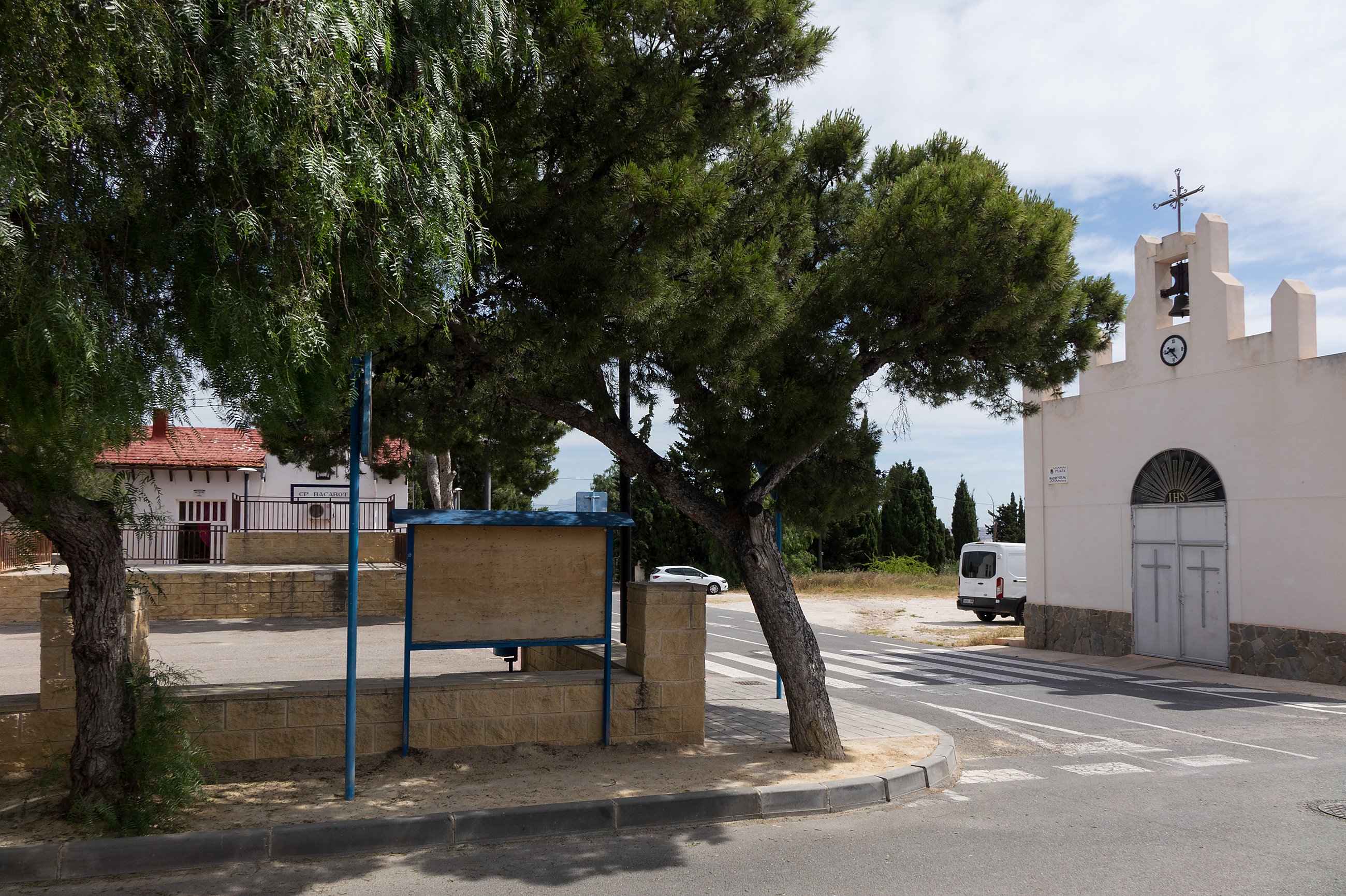
Vista parcial d'El Barcarot.

El Bacarot és una pedania d'Alacant situada a 72 metres d'altitud que es troba en la carretera que uneix Alacant i Elx. La partida té censats 436 habitants, distribuïts administrativament entre el nucli «Els Picapedra», «El Bacarot» i, veïns disseminats per cases privades i xalets.
La població està travessada per coves que van servir de refugi en la Guerra Civil i barrancs com els de l'Àguila, del Negre, de les Ovelles, del Poblet i de la Sega.
Les teories sobre l'origen del nom de la pedania apunten bé al fet que Bacarot derivaria de l'iber Bagarot (significant per a 'ple de cereals per al sedàs') o bé de l'àrab bakura ('fruita primerenca').